# Jonas Ahnelöv
Jonas Peter Ahnelöv (Huddinge, 11 dicembre 1987) è un hockeista su ghiaccio svedese.

## Palmarès

### Mondiali
- 1 medaglia:
  - 1 bronzo (Bielorussia 2014)